# Mrkovica
Mrkovica (cyr. Мрковица) – wieś w Serbii, w okręgu jablanickim, w mieście Leskovac. W 2011 roku liczyła 1 mieszkańca.